# فراس أبو فخر
فراس أبو فخر هو ملحن وموسيقي ومنتج وكاتب لبناني. اشتهر بألحانه وعزفه مع فرقة الروك مشروع ليلى وهو المؤسس المشارك لشركة لاست فلور [الإنجليزية].

## سيرة شخصية
ولد فراس أبو فخر في 26 أبريل 1988 في بيروت لأبوين لبنانيين فنزويليين. بدأ اهتمامه بالموسيقى في سن مبكرة وعلم نفسه العزف على الجيتار في سن الثالثة عشرة. أثناء دراسته الهندسة المعمارية في الجامعة الأمريكية في بيروت، شارك في تأسيس مشروع ليلى. وبدأ تعلم العزف على البيانو في سن العشرين وهو عازف متعدد الآلات، ويعزف حالياً على الجيتار، والبيس، والإيقاع.

## حياة مهنية

### مشروع ليلى
أبو فخر هو أحد الأعضاء المؤسسين لمشروع ليلى إلى جانب حامد سنو وهايغ بابازيان وكارل جرجس، بدأ العزف على الجيتار وتأليف الأغاني مع الفرقة في عام 2008 وبعد رحيل العضوين السابقين أمية ملاعب وإبراهيم بدر، بدأ العزف على لوحة المفاتيح والباس.
في عام 2017، قام أبو فخر بعمل ورشة عمل للخريجين في معهد هاكوب كيفوركيان لدراسات الشرق الأدنى بجامعة نيويورك كجزء من مشروع ليلى. وقد ظهر على غلاف إصدارات الشرق الأوسط لمجلة رولينغ ستون وجي كيو كجزء من المشروع. في أواخر عام 2019، شارك في تأسيس شركة لاست فلور مع صديقين قدامى، الكاتب وأستاذ كتابة السيناريو في الأكاديمية اللبنانية للفنون الجميلة دانيال حبيب والكاتب نصري عطا الله. تركز عمل الشركة على إنشاء أفلام سينمائية وتلفزيونية، وسرد قصص عن العرب حول العالم. وأول إنتاج للشركة هو مسليل الشك، كتب وصور وأصدر بالكامل خلال المرحلة الأولى من الحظر الشامل بسبب وباء جائحة فيروس كورونا لعام 2020. وأنتج كنسخة شاهد الأصلية لخدمة البث الرائدة التي أطلقتها مجموعة إم بي سي، ثم أصدرت الشركة السلسلة الثانية من مسلسل فكسر.

### أعمال أخرى
ألقى فراس أبو فخر محاضرات كمؤلف ومصمم في قاعة ING Creatives بدبي وحصل على جائزة مشاريع العرين للتميز في الهندسة المعمارية وجائزة CSBE العمرانية. سجل عدة أفلام منها فيلم "كاليدوسكوب" للمخرجة اللبنانية دانيا بدير عام 2014 والذي حصل على العديد من الجوائز وآخرها فيلم "الحب" للمخرج اللبناني هنري باسيل الذي فاز بجائزة "أفضل فيلم روائي قصير" في موسكو. ومهرجان الفيلم القصير 2019. في عام 2019، قدم أبو فخر عرضًا في متحف المتروبوليتان للفنون كجزء من معرض أوركسترا السفينة للفنان البريطاني أوليفر بير إلى جانب العديد من الفنانين البارزين بما في ذلك جون زورن ونيكو موهلي والعديد من الفنانين الآخرين. قام أبو فخر بتأليف الموسيقى وتصميم الصوت لتجربة الواقع الافتراضي AVRA، وهو تركيب يختبر الواقع الافتراضي الحسي.

## روابط خارجية
- فراس أبو فخر على إنستغرام
- مشروع ليلى: الموسيقى التصويرية لجيل عربي
- مقابلة مع مجلة ريورينت
- مقابلة مع مجلة ArtKentro